# Check My Brain
«Check My Brain» es una canción de la banda de grunge estadounidense Alice in Chains, lanzado a través de Virgin/EMI el 14 de agosto de 2009 como el segundo sencillo de su cuarto álbum de estudio Black Gives Way to Blue (2009). El sencillo encabezó las listas Billboard Hot Mainstream Rock Tracks y Billboard Hot Rock Songs en septiembre de 2009.
Esta fue la primera vez que una canción de Alice in Chains alcanzó el número uno en la lista Hot Mainstream Rock Tracks desde su sencillo de 1994 "No Excuses". Esta es la primera y actualmente única canción de Alice in Chains en figurar en el Billboard Hot 100 alcanzando el puesto 92, y también su primer número uno en la lista de canciones alternativas. "Check My Brain" recibió una nominación a "Mejor interpretación de hard rock" en la 52.ª edición de los Premios Grammy.

## Lanzamiento
El 12 de agosto de 2009, la banda lanzó una muestra de 30 segundos del nuevo sencillo. El 14 de agosto de 2009, la versión completa de la canción fue lanzada a las estaciones de radio como el primer sencillo oficial del álbum. "A Looking in View" estaba disponible para su compra y se transmitía de forma gratuita en el sitio web de la banda en junio de 2009, pero no se lanzó como el primer sencillo del álbum.

## Video musical
El video musical de "Check My Brain" se estrenó el 14 de septiembre de 2009 y fue dirigido por Alexandre Courtes. El video muestra a la banda en un escenario descolorido en Los Ángeles, California, donde Cantrell se mudó en 2003.
El 1 de octubre de 2009, Alice in Chains lanzó un video detrás de escena sobre la realización del video musical.

## En la cultura popular
"Check My Brain" se lanzó como contenido descargable para los videojuegos musicales Rock Band y Rock Band 2 para las consolas Xbox 360, Wii y PlayStation 3, como parte de Alice in Chains Pack 01, que también incluye los éxitos anteriores "Rooster", " Would?", y "No Excuses", junto con "A Looking in View", también de Black Gives Way to Blue. Se agregó a Xbox Live Marketplace y a la tienda de música del juego para Wii el 29 de septiembre de 2009 y se agregó a PlayStation Network el 1 de octubre de 2009.
La canción apareció en el estreno de la cuarta temporada de la serie Californication de Showtime "Exile on Main St." en 2011, cuando Charlie recoge a Hank de la cárcel.

## Posicionamiento en lista
| Lista (2009)                       | Posiciones |
| ---------------------------------- | ---------- |
| Canadá (Canadian Hot 100)          | 62         |
| Estados Unidos (Billboard Hot 100) | 92         |

### Sucesión en listas
| Anterior: «New Divide» de Linkin Park | Mainstream Rock Tracks — Sencillo Nro 1 19 de septiembre de 2009 — 14 de noviembre de 2009 | Siguiente: «Wheels» de Foo Fighters |